# Parannoul
Parannoul (nombre en coreano, 파란노을) es un músico anónimo de shoegaze surcoreano. Ha publicado cuatro álbumes en solitario: Let's Walk on the Path of a Blue Cat (2020), To See the Next Part of the Dream (2021), After the Magic (2023) y Sky Hundred (2024). También publicó un álbum compartido, Downfall of the Neon Youth (2021), con sus colegas músicos de shoegaze Asian Glow y sonhos tomam conta.

## Biografía
Parannoul publicó su primer álbum Let's Walk on the Path of a Blue Cat en 2020 y To See the Next Part of the Dream en 2021 a través de Bandcamp. Ha ganado popularidad a través de Bandcamp, Rate Your Music y Reddit. Su segundo álbum fue reseñado en Pitchfork, Consequence of Sound y Stereogum.
Parannoul se describe como "un simple estudiante que escribe música en su habitación". El 1 de enero de 2022, Parannoul publicó Rough and Beautiful Place bajo el seudónimo de Mydreamfever. El lanzamiento se aleja del estilo shoegaze presente en sus trabajos de Parannoul, y el álbum se describe como ambient y new age. Su tercer álbum bajo el nombre de Parannoul, After the Magic, se publicó el 28 de enero de 2023. En agosto de 2024 publicó Sky Hundred.

## Discografía

### Álbumes de estudio
- Let's Walk on the Path of a Blue Cat (2020)
- To See the Next Part of the Dream (2021)
- After the Magic (2023)
- Sky Hundred (2024)[7]

### EP
- White Ceiling / Black Dots Wandering Around (2022)